# Middle Mouse
Middle Mouse (walisisch: Ynys Badrig) ist eine felsige, unbewohnte Insel vor Anglesey an der walisischen Nordküste, die maximal 110 Meter lang und 190 Meter breit ist. Sie ist der nördlichste Punkt von Wales.

## Geographie
Middle Mouse liegt etwa 750 Meter von der Küste Angleseys entfernt in der Irischen See. Die nächstgelegene größere Ortschaft ist Cemaes.

## Geschichte
Die Insel ist in walisischer Sprache nach dem irischen Nationalheiligen Patrick benannt; Ynys Badrig bedeutet „Insel des Patrick“. Die Legende besagt, dass dieser um 440 n. Chr. von Coelestin I., dem Bischof von Rom, beauftragt wurde, das irische Volk zum Christentum zu bekehren. Patrick begab sich also auf den Weg nach Irland, sein Schiff geriet jedoch vor Anglesey in einen Sturm und strandete daraufhin an der Küste von Middle Mouse.
So war Patrick gezwungen, den Weg bis nach Anglesey schwimmend zurückzulegen. Er erreichte den Strand an einer Stelle, die heute als Rhos Badrig („Heide des Patrick“) bekannt ist; als die Nacht hereinbrach, fand er Schutz in der Höhle Ogof Badrig und Trinkwasser bei der nahegelegenen Quelle Ffynnon Badrig, die beide ebenfalls nach ihm benannt sind.
Dankbar für seine Rettung aus Seenot errichtete er eine Kapelle über den Klippen von Anglesey in der Nähe des heutigen Ortes Llanbadrig, der etwa einen Kilometer von Cemaes entfernt ist. Diese Kapelle ist eine der frühesten christlichen Stätten in Wales.

### DieS.S. Liverpool
Im Jahr 1863 sank das mit Metallbarren beladene Dampfschiff S. S. Liverpool zwischen Anglesey und Middle Mouse nach einer Kollision mit der Bark Laplata. Das Wrack und seine Umgebung sind heute ein beliebter Ort zum Tauchen, da sich dort Seeanemonen und Seescheiden angesiedelt haben.